# Konferencija u Wannseeu
Konferencija u Wannseeu bio je sastanak visokih vladinih dužnosnika nacističke Njemačke i čelnika Schutzstaffela (SS), održan u berlinskom predgrađu Wannsee 20. siječnja 1942. Svrha konferencije, koju je sazvao Reinhard Heydrich, trebala je osigurati suradnju administrativnih čelnika različitih vladinih odjela u provedbi »Konačnog rješenja židovskog pitanja«. Time bi većina Židova iz okupirane Europe bila deportirana u okupiranu Poljsku i tamo ubijena. Sudionici konferencije bili su predstavnici nekoliko vladinih ministarstava, uključujući državne tajnike Ministarstva vanjskih poslova, ministarstva pravosuđa, unutrašnjih poslova te predstavnici SS-a.

## Sudionici
- Reinhard Heydrich
- Adolf Eichmann
- Josef Bühler
- Roland Freisler
- Otto Hofmann
- Gerhard Klopfer
- Friedrich Wilhelm Kritzinger
- Rudolf Lange
- Georg Leibbrandt
- Martin Luther
- Alfred Meyer
- Heinrich Müller
- Erich Neumann
- Karl Eberhard Schöngarth
- Wilhelm Stuckart